# Amrit Kaur
Amrit Kaur (Markham, 9 giugno 1993) è un'attrice, produttrice cinematografica e sceneggiatrice canadese nota principalmente per aver interpretato Bela Malhotra nella commedia drammatica HBO Max The Sex Lives of College Girls.

## Biografia

### Primi anni
Amrit Kaur è nata a Markham, Ontario, in una famiglia di origini indiane sikh emigrati in Canada poco prima della sua nascita. Appassionatasi di recitazione al liceo, ha iniziato a prendere parte a produzioni teatrali scolastiche come attività extracurriculare, fino a diventare capitano della squadra d'improvvisazione liceale. Ha in seguito conseguito il BFA in teatro presso la School of the Arts, Media, Performance & Design della York University di Toronto.

### Carriera
Kaur ha interpretato diversi ruoli in numerose serie televisive canadesi e statunitensi, tra le quali American Gothic, Kim's Convenience, Hudson & Rex, Nurses - Nel cuore dell'emergenza e The D Cut. Inoltre ha interpretato Pasha nel film del 2017 Brown Girl Begins e Jessie nella commedia romantica del 2018 Little Italy - Pizza, amore e fantasia.
Successivamente ha ottenuto il ruolo di Bela Malhotra nella serie di Mindy Kaling The Sex Lives of College Girls, debuttata su HBO Max a novembre 2021 e rinnovata per una seconda stagione il mese successivo. Kaur ha sostenuto l'audizione nonostante fosse sprovvista del necessario visto O-1, che consente a "individui con capacità o risultati straordinari" di lavorare negli Stati Uniti fino a tre anni. Dopo che i produttori lo hanno scoperto hanno annullato il suo provino, ma in seguito le hanno dato, permettendole così di accedere alle audizioni finali facendo nel frattempo domanda di visto. Quando tale domanda è stata respinta, tutti i produttori dello show, inclusa Kaling, hanno scritto delle lettere al governo degli Stati Uniti esortandolo ad accettare il suo visto, che è stato quindi approvato.
Alla dodicesima edizione dei Canadian Screen Awards nel 2024 ha vinto il premio alla miglior attrice in un film drammatico per la sua performance in The Queen of My Dreams.

## Filmografia

### Cinema
- Brown Girl Begins, regia di Sharon Lewis (2017)
- Little Italy - Pizza, amore e fantasia (Little Italy), regia di Donald Petrie (2018)
- The Heatwave, regia di Seth Mohan - cortometraggio (2020)
- The Queen of My Dreams, regia di Fawzia Mirza (2023)

### Televisione
- Anarkali - serie TV, 20 episodi (2015-2018)
- American Gothic - serie TV, episodio 1x10 (2016)
- Strana squadra (Odd Squad) - serie TV, episodio 2x16 (2017)
- Kim's Convenience - serie TV, episodio 2x09 (2017)
- The Bold Type - serie TV, episodio 3x07 (2019)
- Star Trek: Short Treks - serie TV, episodio 2x03 (2019)
- Hudson & Rex - serie TV, 2 episodi (2019)
- Nurses - Nel cuore dell'emergenza (Nurses) - serie TV, episodio 1x07 (2020)
- The D Cut - serie TV, 6 episodi (2020)
- The Sex Lives of College Girls - serie TV, 30 episodi (2021-2025)
- Several - serie TV, 2 episodi (2025)